# Marco De Simone
Marco De Simone (Frattamaggiore, 9 gennaio 1963) è un allenatore di calcio ed ex calciatore italiano, di ruolo difensore.

## Caratteristiche tecniche
Nato terzino, cambiò ruolo diventando stopper.

## Carriera

### Giocatore

#### Gli inizi e la Serie A
Nativo di Frattamaggiore, crebbe calcisticamente nella squadra locale, la Frattese, esordendo prima in Serie D nel 1979-1980 e poi in Serie C l'anno successivo. Nell'ottobre del 1981 venne acquistato dal Cagliari, militante in Serie A: De Simone giocò la sua prima gara in massima serie il 31 gennaio 1982, Napoli-Cagliari (1-0). Nella sua prima stagione tra i sardi marcò 5 presenze a cui se ne aggiunsero 6 nella stagione successiva, che vide il Cagliari retrocedere in Serie B. Nella serie cadetta il difensore campano ebbe molto più spazio, giocando 30 gare da titolare.
Nell'ottobre del 1984, dopo 2 ulteriori presenze con i rossoblù in Serie B, venne ingaggiato dal Napoli, dove giocò 16 partite: disputò la sua prima partita con la maglia partenopea in trasferta a Bergamo, il 28 ottobre 1984, gara persa per 1-0, dove esordì dal primo minuto. Con il Napoli rimase solo per la stagione 1984-1985, che la squadra chiuse all'ottavo posto finale.

#### Gli anni in Sicilia
Nel 1985 De Simone fu ceduto al Catania, in Serie B, dove in due stagioni giocò 62 gare da titolare: nella prima annata la squadra rimase nelle posizioni medio-basse della classifica, mentre nella seconda il club terminò penultimo e retrocedette in Serie C1. All'inizio della terza stagione con gli etnei (nella quale aveva già disputato 6 gare) venne ceduto nell'ottobre 1987 al Messina, nuovamente nella serie cadetta, squadra nella quale fu terzino destro titolare per tre stagioni. La formazione messinese rischiò la retrocessione nel 1989-1990, ma riuscì a conquistare la salvezza nella spareggio contro il Monza. De Simone, che fino a quel momento aveva giocato 90 gare con la maglia giallorossa mettendo a segno 2 reti, fu invece riserva nella stagione successiva, quando giocò 14 partite, ed anche nel 1991-1992, dato che non scese mai in campo con la formazione messinese.

#### Gli ultimi anni di carriera
Nel mercato di gennaio del 1992 passò al Giulianova, in Serie C2, dove giocò 16 gare, cambiando casacca nell'estate dello stesso anno per passare alla Sambenedettese, dove rimase solo per la stagione 1992-1993 disputando 14 partite. L'anno dopo venne acquistato dalla Juve Stabia, in Serie C1, squadra dove rimase per due campionati, marcando 3 reti in 62 presenze complessive: dopo due anni alla Nocerina (55 incontri, una rete), chiuse la carriera all'Albanova, in cui giocò 25 partite prima di ritirarsi dal calcio giocato, all'età di 35 anni.
In carriera ha totalizzato complessivamente 27 presenze in Serie A e 198 presenze e 2 reti in Serie B.

### Allenatore
Rimasto per qualche anno lontano dal mondo del calcio, divenne per un periodo responsabile del settore giovanile del Giugliano, mentre nel 2006 è stato allenatore del Capri, incarico dal quale venne rimosso nel settembre dello stesso anno. Tornò quindi a guidare il settore giovanile del Giugliano fino all'agosto 2007, quando fu promosso alla guida della prima squadra: l'esonero arrivò nel dicembre dello stesso anno, ma l'allenatore venne poi richiamato dopo qualche mese. In seguito, De Simone presentò ricorso alla FIGC denunciando il mancato pagamento del suo onorario: il Giugliano venne riconosciuto colpevole e condannato a pagare oltre 16.000 euro.
Nell'estate del 2008 diventa il nuovo allenatore dell'Ippogrifo Sarno, incarico lasciato dopo 10 giorni dall'annuncio dell'ingaggio, ufficialmente per problemi familiari. Poco dopo divenne osservatore per l'Udinese. Nel giugno 2010 ha frequentato il corso per il patentino di allenatore di Seconda Categoria, acquisendo l'abilitazione nel luglio dello stesso anno.

## Palmarès

### Giocatore

#### Competizioni nazionali
- Serie D: 1

Frattese: 1979-1980